# История Золушки
«История Золушки» (англ. A Cinderella Story) — американская романтическая комедия 2004 года.

## Сюжет
8-летняя девочка Саманта «Сэм» Монтгомери живёт в долине Сан-Фернандо, Калифорния, со своим овдовевшим отцом Холлом, который владеет закусочной. Вскоре он женится на эгоцентричной женщине по имени Фиона (Дженнифер Кулидж). Во время землетрясения Холл погибает. Поскольку завещания нет, всё имущество, включая закусочную, получает Фиона.
Восемь лет спустя, 16-летнюю Сэм (Хилари Дафф) эксплуатируют как домработницу Фиона и её две глупые дочки Бриана и Габриэлла. Мачеха эгоцентрична и использует большое количество воды во время засухи. На протяжении всего фильма демонстрируется, как сводные сёстры Сэм занимаются синхронным плаванием, для которого они не имеют абсолютно никакого таланта. Сэм изо всех сил пытается справиться с положением в школе, где чирлидер Шелби Каммингс (Джули Гонсало) постоянно третирует её. Друзей у Сэм немного — мечтающий стать актёром Картер Фаррелл (Дэн Берд), работники закусочной, и, наконец, тайный воздыхатель — Странник, с которым Сэм познакомилась в чате Принстона.
Сэм рассказывает другу из чата Страннику о своей мечте поступить в Принстонский университет, куда также хочет поступить и он. Однако, «Странником» является Остин Эймс (Чад Майкл Мюррей) — популярный, кроме того несчастный, защитник футбольной команды школы и парень Шелби. «Странник» предполагает встретиться лично на школьном бале в честь Хэллоуина. Пойти на танцы и встретиться с её таинственным другом Саманту убеждает Картер.
На время танцев Фиона заставляет Сэм работать в ночную смену в закусочной, а сама отвозит Бриану и Габриэллу на бал. Картер и Ронда (Реджина Кинг), боевая и слегка грубоватая, но добрая коллега девушки по работе, решила найти Сэм костюм для бала. Сэм, надев маску и красивое белое платье, находит «Странника» на танцах; им оказался Остин. Двое решили выйти из школы и самостоятельно ходить, узнавая друг друга. После романтического медленного танца, Сэм и Остин начинают влюбляться друг в друга. Но как только Остин собирается поцеловать девушку, на мобильном телефоне Сэм звонит будильник, предупреждая её вернуться в закусочную в полночь, до возвращения Фионы. Она уходит, не раскрывая свою личность Остину, и роняет свой телефон.
Остин поднимает мобильник и начинает отчаянные поиски «Золушки». В результате каждая девушка в школе, утверждает, что именно она таинственный владелец телефона. Ещё на балу Картер, одетый, как Зорро, спасает Шелби от приставаний друга Остина, Дэвида. Шелби влюбляется в «Зорро», не зная, кто он. На следующий день Картер испытывает некоторое унижение, когда он рассказывает Шелби и её друзьям, что именно он был одет, как «Зорро». И Шелби, показывая своё истинное лицо, говорит, что между ними на танцах ничего не было.
Позже, Бриана и Габриэлла, просматривая почту Сэм, находят письмо Остина и понимают, что Сэм — это «Золушка». Они показывают их Шелби и убеждают её, что Сэм уговорила Остина оставить Шелби. Чтобы отомстить, Шелби, Бриана и Габриэлла делают подлую пародию на митинге школы, где письма читаются вслух, и личность Сэм раскрывается Остину. Он прекращает общение с ней, боясь публичного порицания.
Сэм (как и Остин) была принята в Принстонский университет. Но Фиона обманула её, сказав, что она не поступила. Вскоре после этого, Сэм надоело терпеть постоянные оскорбления Фионы и унижения сестёр. Она бросает свою работу в закусочной и уходит, чтобы жить с Рондой. В это время, Ронда и остальной персонал закусочной, которые мирились с нападками Фионы только ради Сэм, уходят вместе с ней. Клиенты, которые наблюдали эту сцену, также ушли.
Перед футбольным матчем Сэм говорит Остину о его трусости и лжи. Перед финалом игры он видит уходящую Сэм и, наконец, сообщает отцу, что хочет учиться в Принстоне, а не играть в футбол всю свою жизнь. Остин передаёт свой шлем Райану, догоняет Сэм и извиняется. Она прощает его, и они целуются, когда начинается дождь в страдающей от засухи долине.
Вскоре после этого, Сэм находит завещание отца, спрятанное в детской книге сказок, в котором говорилось, что всё имущество переходит к ней. Сэм продаёт дорогие машины её семьи, чтобы заплатить за колледж. А Фиона, которая подписала завещание в качестве свидетеля, арестована.
Фиону и её дочерей Бриану и Габриэллу заставили отрабатывать деньги, которые они украли у Сэм, в закусочной, которая стала такой же, какой была до смерти Холла. Сэм и Ронда стали её новыми владельцами. Сэм узнает, что её приняли в Принстон, после того, как Габриэлла находит письмо в мусорном баке.
Картеру тоже везёт - он снимается в рекламе крема от прыщей и становится популярным. Он отвергает Шелби в пользу Астрид, диджея школы.

## В ролях
| Актёр            | Роль                         |
| ---------------- | ---------------------------- |
| Хилари Дафф      | Саманта Монтгомери (Золушка) |
| Чад Майкл Мюррэй | Остин Эймс (Принц)           |
| Дженнифер Кулидж | Фиона (Злая Мачеха)          |
| Андреа Эйвери    | Габриэлла (Сводная сестра)   |
| Мэйделин Зима    | Брианна (Сводная сестра)     |
| Дэн Берд         | Картер (Друг Золушки)        |
| Реджина Кинг     | Ронда (Фея Крестная)         |
| Джули Гонсало    | Шелби Каммингс               |
| Эйми-Линн Чедвик | Астрид (Ди-джей)             |

## Кассовые сборы
- Общие сборы — 70 067 909 $
  - В США — 51 438 175 $
  - В мире — 18 629 734 $
    - В России — 500 000 $

  - Первый уик-энд (США) — 13 623 350 $
- Затраты на маркетинг — 30 000 000 $

## Саундтрек
Саундтрек к фильму вышел 13 июля 2004 года.